# Igor Sergejewitsch Bobkow
Igor Sergejewitsch Bobkow (russisch Игорь Сергеевич Бобков; englische Transkription: Igor Sergeyevich Bobkov; * 2. Januar 1991 in Surgut, Russische SFSR) ist ein russischer Eishockeytorwart, der seit Mai 2021 bei Ak Bars Kasan in der Kontinentalen Hockey-Liga unter Vertrag steht.

## Karriere
Igor Bobkow begann seine Karriere als Eishockeyspieler in der Nachwuchsabteilung des HK Metallurg Magnitogorsk, für dessen zweite Mannschaft er in der Saison 2008/09 in der drittklassigen Perwaja Liga aktiv war. Anschließend wurde der Torwart im NHL Entry Draft 2009 in der dritten Runde als insgesamt 76. Spieler von den Anaheim Ducks ausgewählt. Zunächst blieb er jedoch in Magnitogorsk und gewann 2010 mit Metallurgs Juniorenmannschaft Stalnyje Lissy Magnitogorsk den Charlamow-Pokal, den Meistertitel der neu gegründeten multinationalen Nachwuchsliga Molodjoschnaja Chokkeinaja Liga.
Im Sommer 2010 ging Bobkow zu den London Knights, für die er anschließend 24 Mal in der kanadischen Juniorenliga Ontario Hockey League zwischen den Pfosten stand. Zudem kam er im Laufe der Saison 2010/11 zu zwei Einsätzen für Anaheims Farmteam, die Syracuse Crunch, in der American Hockey League. Im Verlauf derselben Spielzeit, im Oktober 2010, unterzeichnete der Russe einen dreijährigen Einstiegsvertrag bei den Anaheim Ducks. Für die Saison 2011/12 wechselte er innerhalb der OHL zu den Kingston Frontenacs.
Zu Beginn der Saison 2013/14 wurde Bobkow aus dem NHL-Kader zu den Utah Grizzlies in die ECHL transferiert und wechselte in der Folge weiterhin zwischen ECHL und AHL. Nach drei Jahren ohne Einsatz für die Ducks in der NHL verließ Bobkow Nordamerika und kehrte in seine Heimat zurück, wo er sich Admiral Wladiwostok aus der Kontinentalen Hockey-Liga anschloss. Dort zeigte er in den folgenden Spieljahren teils sehr gute Leistungen, so dass er im Mai 2018 zunächst eine Vertragsverlängerung über zwei Jahre erhielt. Wenige Stunden später wurde dieser Vertrag vom HK Awangard Omsk gegen Zahlung einer Entschädigung übernommen.

### International
Für Russland nahm Bobkow im Juniorenbereich an der U18-Junioren-Weltmeisterschaft 2009 sowie den U20-Junioren-Weltmeisterschaften 2010 und 2011 teil. Bei der U18-WM 2009 gewann er mit seiner Mannschaft die Silbermedaille. Er selbst wurde zum besten Torwart des Turniers und einem der drei besten Spieler seines Teams gewählt. Bei der U20-WM 2011 gewann er mit seiner Mannschaft den Weltmeistertitel.

## Erfolge und Auszeichnungen
- 2010 Charlamow-Pokal-Gewinn mit Stalnyje Lissy Magnitogorsk
- 2021 Gagarin-Pokal-Gewinn mit HK Awangard Omsk

### International
- 2009 Silbermedaille bei der U18-Junioren-Weltmeisterschaft
- 2009 Bester Torwart der U18-Junioren-Weltmeisterschaft
- 2009 Top-3-Spieler Russlands bei der U18-Junioren-Weltmeisterschaft
- 2011 Goldmedaille bei der U20-Junioren-Weltmeisterschaft